# Psectrotarsia fuscirena
Psectrotarsia fuscirena är en fjärilsart som beskrevs av George Francis Hampson 1910. Psectrotarsia fuscirena ingår i släktet Psectrotarsia och familjen nattflyn. Inga underarter finns listade i Catalogue of Life.